# Васильев, Пётр Константинович
Пётр Константинович Васильев (26 января 1909, Санкт-Петербург, Российская империя — 9 июня 1989, Ленинград, СССР) — советский живописец, член Ленинградской организации Союза художников РСФСР), ветеран Великой Отечественной войны.

## Биография
Родился 26 января 1909 года в Петербурге в рабочей семье. В 1930 году поступил на факультет живописи ИНПИИ. Занимался у Михаила Бернштейна, Александра Любимова, Владимира Серова, Аркадия Рылова. В 1938 году окончил Ленинградский институт живописи, скульптуры и архитектуры по мастерской Исаака Бродского с присвоением звания художника живописи. Дипломная работа — картина «Проводы комсомольца на фронт в 1919 году».
После окончания института был направлен преподавателем в Чувашию. Вернувшись в Ленинград, в 1939—1941 годах преподавал живопись в Таврическом художественном училище.
В июне 1941 года был призван в армию. Воевал на Ленинградском, Карельском и 3-м Украинском фронтах. Участвовал в освобождении Польши, Румынии, Венгрии, Чехословакии, Австрии. В 1942 году дважды был тяжело ранен. Награждён медалью «За оборону Ленинграда» (1943), орденом «Красной Звезды» (1945), медалями «За взятие Будапешта» (1945), «За взятие Вены» (1945), «За победу над Германией» (1945).
Участвовал в выставках с 1938 года, экспонируя свои работы вместе с произведениями ведущих мастеров изобразительного искусства Ленинграда. Среди произведений, созданных Васильевым, картины «Десант моряков в районе реки Тулокса» (1944), «Бой за Вену» (1945), «Первое знакомство (Из школы на ферму)» (1961), «В ленинградском совхозе» (1964). Писал также пейзажи и натюрморты: «Комарово» (1955), «Натюрморт с книгой», «Осенний пейзаж», «Цветы. Натюрморт» (все 1956), «Выгон» (1958), «Поздняя сирень» (1966) и другие.
Живописная манера Петра Васильева характерна для воспитанников мастерской Исаака Бродского и строится на конструктивной роли рисунка, классически построенной композиции, искусной передаче тональных отношений и светотеневых контрастов. Художник использовал преимущественно широкое письмо и богатую палитру цветов. С 1946 года был членом Ленинградского Союза советских художников.
Скончался 9 июня 1989 года в Ленинграде на 81-м году жизни.
Произведения П. К. Васильева находятся в музеях и частных собраниях в России, Японии, США, Великобритании, Франции и других странах. Известны живописные, графические и скульптурные портреты П. Васильева, исполненные в разные годы ленинградскими художниками и скульпторами, в том числе П. Д. Бучкиным (1961), Н. С. Кочуковым (1979).

## Выставки
- 1955 год (Ленинград): Весенняя выставка произведений ленинградских художников 1955 года.
- 1956 год (Ленинград): Осенняя выставка произведений ленинградских художников.
- 1958 год (Ленинград): Осенняя выставка произведений ленинградских художников.
- 1961 год (Ленинград): Выставка произведений ленинградских художников 1961 года.
- 1964 год (Ленинград): Ленинград. Зональная выставка.
- Апрель 1991 года (Париж): Выставка «Русские художники».
- Январь 1992 года (Париж): Выставка «Санкт-Петербургская школа».
- 1994 год (Санкт-Петербург): Ленинградские художники. Живопись 1950—1980-х годов.
- 1994 год (Санкт-Петербург): Этюд в творчестве ленинградских художников 1940—1980-х годов.
- 1995 год (Санкт-Петербург): Лирика в произведениях художников военного поколения. Живопись. Графика.
- 1997 год (Санкт-Петербург): Выставка "Натюрморт в живописи 1940—1990-х годов. Ленинградская школа".